# Kunbarrasaurus ieversi
Kunbarrasaurus ieversi („ještěr se štítem“; podle slova kunbarra z jazyka domorodých národů) byl druh menšího ptakopánvého dinosaura ze skupiny "obrněných" ankylosaurů, žijící v období spodní křídy na území současného australského státu Queensland. Zahrnuje jediný známý druh (K. ieversi), který byl formálně popsán mezinárodním týmem paleontologů v roce 2015.

## Historie
Holotyp dinosaura s označením QM F1801 (skvěle zachovaná fosilie i s lebkou, kompletní asi z 95 %) byl objeven v roce 1989 v sedimentech souvrství Allaru o stáří kolem 115 až 100 milionů let (geologický stupeň alb; podle jiných údajů ale možná také geologicky mladší cenoman). Původně byl označen jako zástupce dříve popsaného rodu Minmi. Další výzkum potvrdil, že tento taxon je pravděpodobně bazálním (vývojově primitivním) zástupcem skupiny Ankylosauria, u něhož nelze rozlišit příslušnost k čeledím Nodosauridae a Ankylosauridae.

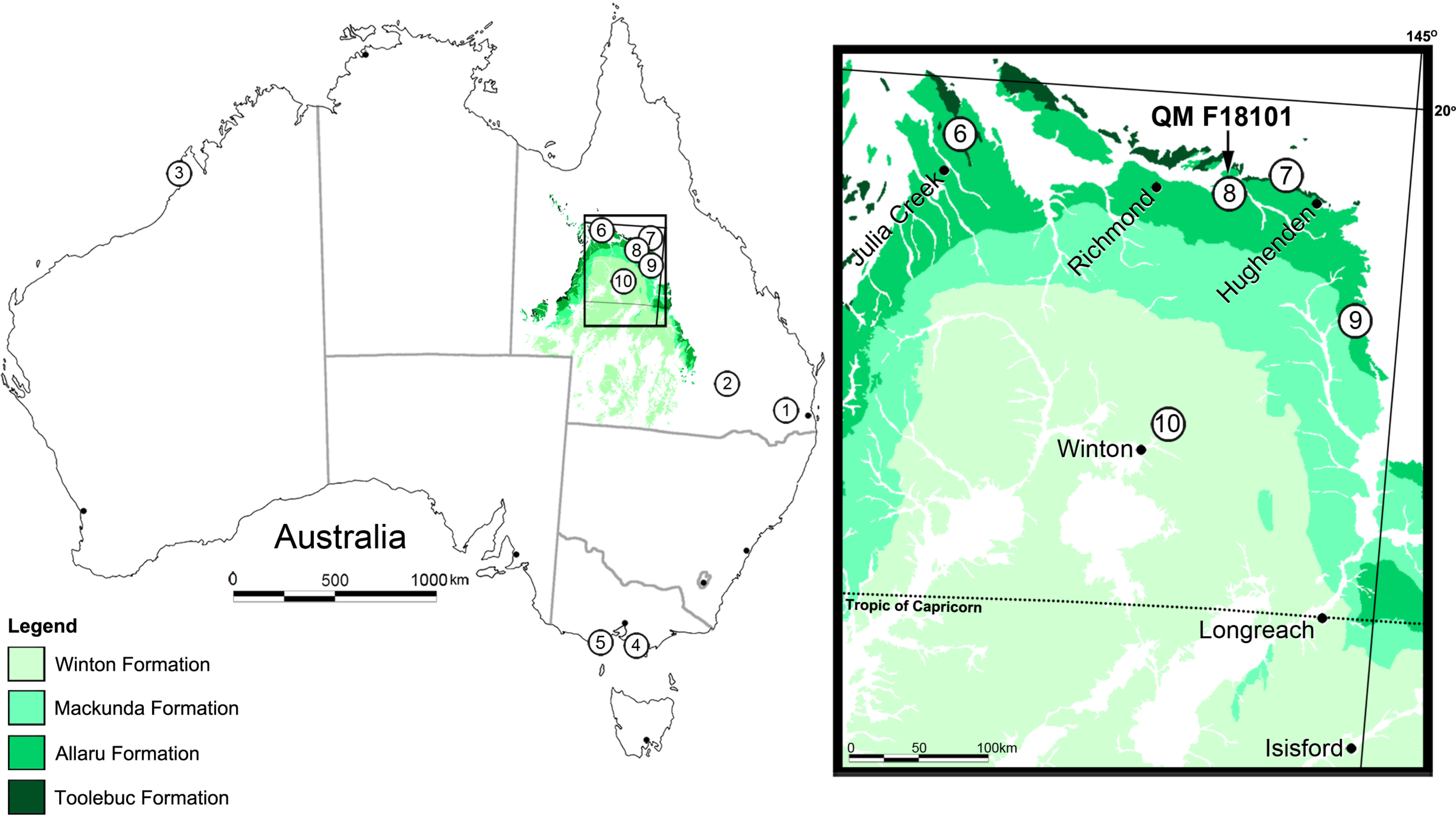
Mapa zobrazující místa objevů australských tyreoforů se zvýrazněním v případě rodu Kunbarrasaurus.

## Popis
Kunbarrasaurus byl býložravým robustním čtvernožcem, který zřejmě polykal rostlinná semena a ovocné plody vcelku. Mechanickému zpracování potravy v jeho případě napomáhalo polykání trávicích kamenů - gastrolitů. To dokazuje i výzkum kololitů, fosilních výlitků střevního obsahu těchto ankylosauridů. Kunbarrasaurus dosahoval pravděpodobně délky kolem 3 metrů a hmotnosti asi 300 kilogramů, patřil tedy mezi menší ankylosaury.
Blízce příbuznými rody byly taxony Antarctopelta z Antarktidy a Stegouros z Chile.